# 신낭만주의
신낭만주의(新浪漫主義, Neo-romanticism)는 낭만주의 이후에 출현하고 낭만주의적 요소를 포함한 서양 문학사 및 서양 미술사의 장기적인 다양한 운동을 포섭하는 개념이다.
특히 카를 달하우스는 리하르트 바그너의 음악을 "실증주의의 시기에 뒤늦게 꽃피운 낭만주의"로 지칭하면서, 신낭만주의를 바그너가 활동하면서 리하르트 슈트라우스, 구스타프 말러 등과 함께 문화적 영향을 미친 1850~1890년대를 표현하는 단어로 사용하였다. 신낭만주의는 주로 사실주의, 자연주의나 아방가르드 모더니즘에 반대하는 1840년대부터 현재까지의 일군의 작가, 미술가와 음악가들을 설명하는 데 쓰인다.

## 같이 보기
- 낭만주의 음악
- 공상적 사회주의
- 반더포겔